# Vojvodina Limburg
Vojvodina Limburg ali Limbourg je bila cesarska posest Svetega rimskega cesarstva. Velik del vojvodine se danes nahaja v provinci Liège v Belgiji, z majhnim delom v občini Voeren, eksklavi sosednje province Limburg. Njeno glavno mesto je bilo Limbourg-sur-Vesdre v današnji provinci Liège.
Vojvodina se je razvila iz grofije, ki je bila najprej sestavljena pod gospostvom Friderika, mlajše linije ardensko-luksemburške rodbine. On in njegovi nasledniki so zgradili in očitno poimenovali utrjeno mesto, po katerem je dobila ime grofija, kasneje pa vojvodina. Kljub temu, da je bil mlajši sin, je imel Friderik uspešno kariero in je leta 1046 postal tudi vojvoda Spodnje Lotaringije. Gospostvo te grofije prvotno ni bilo samodejno povezano s posedovanjem vojvodskega naslova (Herzog v nemščini, Hertog v nizozemščini), isti naslov pa so sčasoma izpodbijali tudi brabantski grofje, kar je pripeljalo do izuma dveh novih vojvodskih naslovov: Brabant in Limburg.
Izumrtje rodu Friderikovega vnuka Henrika leta 1283 je sprožilo limburško nasledstveno vojno. Po tej vojni so Limburgu vladali brabantski vojvode v osebni uniji, sčasoma pa so ga združili z brabantskimi ozemlji »Overmaas«, ki mejijo nanj (vključno z grofijo Dalhemom, Valkenburgom in deželo 's-Hertogenrade), ki je ena od sedemnajstih provinc Burgundske Nizozemske. Za razliko od drugih delov te province so dežele vojvodine po delitvah, ki sta jih povzročili osemdesetletna vojna in španska nasledstvena vojna, ostale nedotaknjene znotraj južne Nizozemske pod nadzorom Habsburžanov. Toda končno, po neuspeli brabantski revoluciji leta 1789, se je zgodovina vojvodine končala z okupacijo francoskih revolucionarnih čet leta 1793. Najbolj vzhodne dežele so bile ponovno združene znotraj sodobne Belgije šele po 1. svetovni vojni.
Vojvodina je bila večjezična, saj je bilo mesto, kjer nizozemska, francoska in nemška narečja mejijo drug na drugega in sobivajo na svojih geografskih skrajnostih, tako danes kot v srednjem veku. Njene severne in vzhodne meje so približne meje sodobne države Belgije z Nizozemsko in Nemčijo, na njuni " tromeji". Vzhodni del, ki vključuje Eupen, je upravna prestolnica in najsevernejši del sodobne nemško govoreče skupnosti Belgije. Vojvodina je vključevala tudi glavni del dežele Pays de Herve, znane po mehkem siru z ostrim vonjem, znanem kot Limburger ali Herve.

## Geografija
Ozemlje vojvodine se je nahajalo v nizozemskih deželah med reko Meuse (Maas) na zahodu in cesarskim mestom Aachen na vzhodu. Te dežele so tvorile zelo veliko gospostvo pod Baelenom na poti med pomembnima cesarskima središčema Liège in Aachen. Uporabljali so jih predvsem za lov, za poljedelstvo pa še niso bili zelo razviti. Friderik je izbral naravno znamenitost na pomembnem križišču cest, ki se je verjetno imenovalo "Heimersberch" ali Hèvremont, in okoli leta 1030 tam zgradil svoj nov grofovski caput  Zgodovinar Kupper meni, da je bilo novo ime za ta kraj, Limburg, vzeto iz imena utrdbe vladajoče salijske dinastije, ki je približno v istem obdobju prepustila svojo posest Limburški opatiji.
Najpomembnejši mesti v novi vojvodini sta bila glavno mesto Limburg in Eupen. Limburške posesti so bile običajno razdeljene na pet pravnih okrožij ( Hochbänke ):
- Prvotni dvorec Baelen na jugovzhodu z utrjenim mestom Limburg ter tudi Eupen in Welkenraedt ;
- Herve na jugozahodu z Disonom, Thimisterjem in Clermontom .
- Montzen (danes del Plombièresa ) na severozahodu s Kelmisom, Moresnetom in Teuvenom ;
- Walhorn na severovzhodu z Eynattenom, Hausetom in Lontzenom ;
- Jugozahodna eksklava Sprimont, ki jo obkroža knežja škofija Liège .

Ozemlje Limburga je tvorilo zapleteno mešanico z ozemljem knezo škofije Liège na zahodu, kneževine Stavelot-Malmedy na jugu in grofije Luksemburg na jugu. Na vzhodu je bila glavna soseda rensko vojvodstvo Jülich . Na severu so bila manjša gospostva, kot sta Slenaken in Wittem ter gospostva Dalhem in Rolduc ('s-Hertogenrade), danes v nizozemski provinci Limburg, ki so prišla pod nadzor Brabanta in so se v tem kontekstu imenovala " Ozemlje Overmaas ali celo Limburg. Na severovzhodu je bilo cesarsko mesto Aachen.
Jezikovno je Limburg ležal na meji med germansko in romansko Evropo. Medtem ko so v severnih in vzhodnih okrožjih govorili limburško in ripuarsko narečje, je v jugozahodnem delu okrog Herveja prevladovalo valonsko.

## Zgodovina
Ozemlje vojvodine Limburg je nastalo v 11. stoletju okoli mesta Limburg v današnji Valoniji. Okoli leta 1020 je vojvoda Friderik iz Spodnje Lotaringije, potomec grofa palatina Wigerica iz Lotaringije, dal zgraditi grad Limburg na bregovih reke Vesdre. Njegova posestva so nato obsegala okrožja Baelen (z Limburgom), Herve, Montzen (od leta 1975 del Plombièresa ), Walhorn in jugozahodno eksklavo Sprimont. Friderikov naslednik (verjetno vnuk) je bil Henrik, čeprav je bil med njima grof Udon, ki so ga okoli leta 1065 imenovali tudi »limburški grof«. (Nekateri menijo, da se je poročil s Friderikovo hčerko in bil Henrikov oče.) 
Henrik je zahteval tudi Friderikov vojvodski naziv, ki ga je leta 1101 končno priznal cesar Henrik IV. Vojvodina Limburg je bila, tako kot večina sodobne Belgije, prvotno znotraj vojvodine Spodnja Lorena. Nekaj časa je imela Spodnja Lorena svojega vojvodo. Iz te vojvodine je vojvodina Limburg dobila svoj vojvodski status (kot vojvodina Brabant, v konkurenčnem zahtevku za nasledstvo). To je pomenilo, da je Spodnja Lorena dobila dve vojvodini, brabantsko in limburško, naslov vojvode Lotaringije, ki ga je še vedno imel Brabant, pa je sčasoma postal neveljaven. Ker je bilo lorensko vojvodsko dostojanstvo izpodbijano, se je pojavil naslov "vojvoda Limburga", ki ga je leta 1165 potrdil cesar Friderik Barbarossa.
Vzpon limburške dinastije se je nadaljeval, ko je vojvoda Waleran III. leta 1214 s poroko z dedinjo Ermesinde  postal luksemburški grof, njegov sin Henrik IV. pa je leta 1225 postal grof Berški kot mož dedinje Irmgard.
Toda po smrti Henrikovega sina Walerana IV. leta 1279, ki je pustil samo eno dedinjo Irmgard. Ta se je poročila z grofom Reinaldom I. Gelderskim, vendar je leta 1283 umrla brez otrok. Izbruhnila je vojna za limburško nasledstvo. Vojvoda Brabantski je zmagal v zadnji bitki pri Worringenu leta 1288 in s tem pridobil nadzor nad vojvodino Limburg s soglasjem nemškega kralja Rudolfa I.. Čeprav je delil usodo Brabanta, je Limburg ostal ločena cesarska država, ki je leta 1404 prešla od Janeza Brabantske k Antonu Valoisovemu, sinu burgundskega vojvode Filipa Drznega. Po smrti Marije Burgundske leta 1482 je prešel na njene potomce iz avstrijske hiše Habsburžanov. V kombinaciji z Landen van Overmaas (dežele onstran Meuse: Dalhem, Herzogenrath in Valkenburg ) in Maastrichtom je vojvodina postala ena od sedemnajstih provinc, ki so jih imeli Habsburžani v burgundskem krogu, ustanovljenem leta 1512. Pomembna mesta v ožjem Limburgu so bila Herve, Montzen, Lontzen, Eupen, Baelen in Esneux .
Po abdikaciji cesarja Karla V. leta 1556 so burgundski fevdi prešli na njegovega sina španskega kralja Filipa II . Ukrepi Sveta težav, ki jih je izvedel Filipov strogi guverner, vojvoda Alba, so sprožili osemdesetletno vojno, ki se je končala z vestfalskim mirom leta 1648. Območje, znano kot Dežele generalitete, sestavljeno iz delov Overmaasa (vendar ne dela same vojvodine Limburg), je bilo predano Nizozemski republiki. Leta 1661 so se Nizozemci in Španci dogovorili o ponovni razdelitvi grofije Dalhem. Sama vojvodina Limburg je ostala nerazdeljena pod vladavino španskih Habsburžanov kot del Južne Nizozemske, ki je po Utrechtski pogodbi leta 1713 prešla k avstrijskim Habsburžanom.
Ko so regijo leta 1794 zasedli Francozi, je bilo avstrijsko vojvodstvo Limburg razpuščeno in vključeno v departma Ourthe, medtem ko je večina dežel Overmaas postala del departmaja Meuse-Inférieure, ki je osnova današnje belgijske in nizozemske province, imenovane Limburg. Po porazu francoskega imperija je bil vzhodni, nemško govoreči del vojvodinskih dežel na Dunajskem kongresu skupaj z več drugimi ozemlji ob današnji belgijsko-nemški meji dan Prusiji, toda po prvi svetovni vojni so te dežele postale belgijske in ponovno združile prvotne dele starega vojvodstva.